# 浅野守夫
浅野 守夫（あさの もりお、1856年1月19日（安政2年12月12日）- 1938年（昭和13年）5月23日）は、日本の男爵、貴族院議員、正三位。

## 経歴
浅野懋績の六男として生まれ、広島藩家老・東城1万石領主、浅野道興の養子となる。
養父の隠居に伴い、1869年（明治2年7月）家督を継承。1872年（明治5年）東上し慶應義塾へ入る。漢学を修め広島県御用掛。1874年（明治7年）以降、広島県十五等出仕、広島駅逓出張局長、広島郵便局長等を歴任。殖産興業に従事し授産士族の世話を務める。
1905年（明治38年）3月25日、貴族院男爵議員に選出され、1911年（明治44年）7月9日まで在任した。

## 栄典
- 1900年（明治33年）5月9日 - 男爵[4]

## 親族
- 妻は浅野懋昭の三女・亀、後妻は東園基敬の六女・ミツ[1]。